# Híres Alajos
Híres Alajos, Hirth (Újpest, 1921. május 26. – 1993. március 22.) magyar bajnok labdarúgó, hátvéd. Fia, Híres Gábor válogatott labdarúgó.

## Pályafutása
1941-ig a magyar Pamutban szerepelt. 1941 és 1944 között a Gammában játszott az NB1-ben, majd 1945-ben az Újpesti MTE-ben. 1947/48-ban a Csepel labdarúgója volt. Az 1947–48-as idényben bajnokságot nyert csapatban balhátvédként szerepelt 31 alkalommal. 1952-ben az Izzóban is játszott.

## Sikerei, díjai
- Magyar bajnokság
  - bajnok: 1947–48